# Gilbert Westacott Reynolds
Gilbert Westacott Reynolds, né le 10 octobre 1895 à Bendigo en Australie, décédé le 7 avril 1967  à Mbabane en Eswatini, est un botaniste sud-africain.

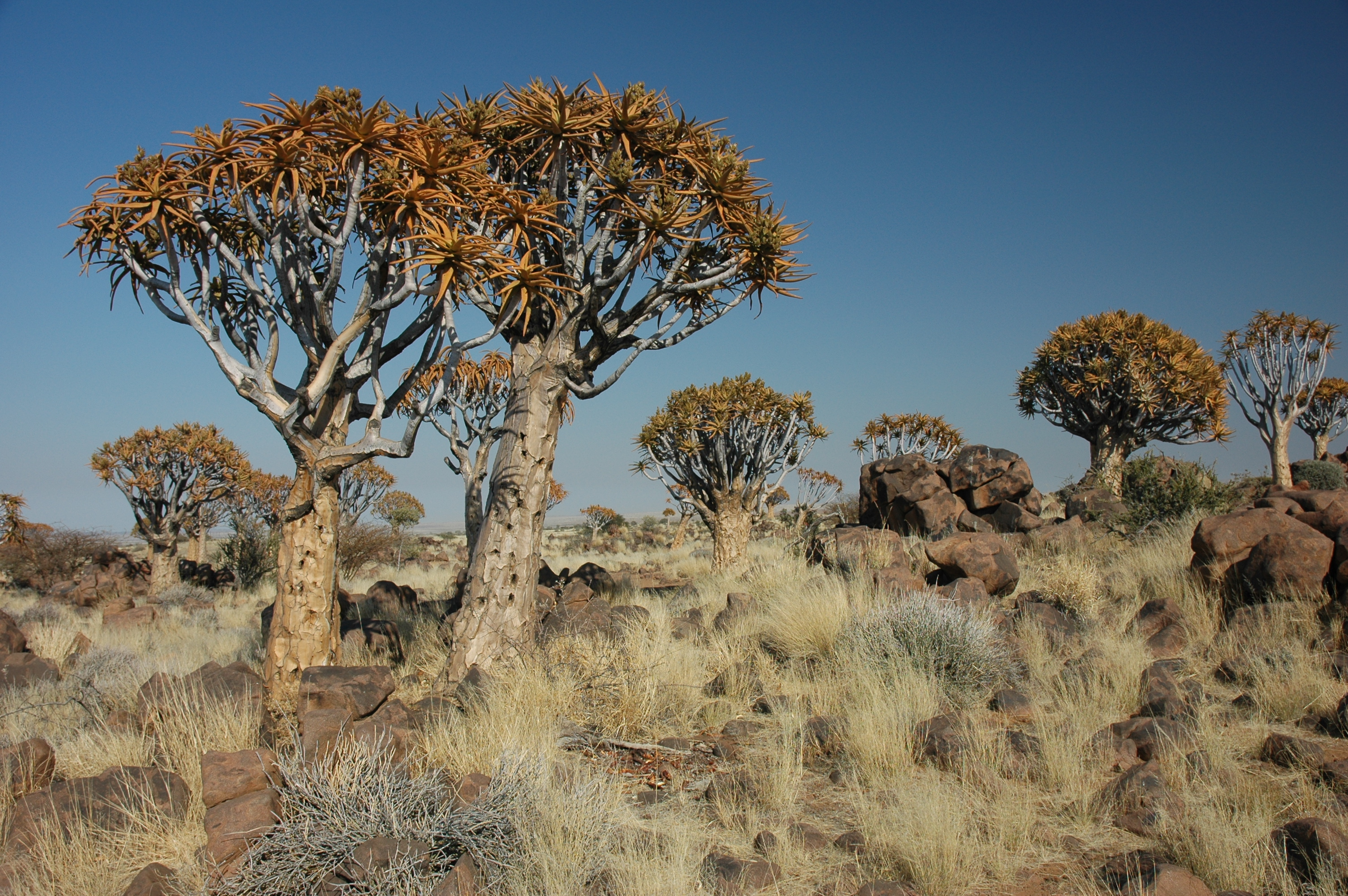
Aloe dichotoma Masson

## Jeunesse
Gilbert Reynolds arriva à Johannesbourg avec ses parents en 1902, où son père commença une entreprise d'opticien. Il reçut une éducation au St John's College où il fut Victor ludorum. Après le déclenchement de la Première Guerre mondiale, il s'est enrôlé et a fait son service actif dans le sud-ouest de l'Afrique et à Nyassaland avec le rang de capitaine. Ayant reçu une qualification d'opticien, il rejoint l'entreprise de son père en 1921. Reynolds développe un vif intérêt pour les bulbes et plantes succulentes d'Afrique du Sud à cette époque. Quand il a pu commencer à pratiquer dans son propre pays vers 1930, il a voyagé et a progressivement réduit ses intérêts à l'Aloès.

## Carrière
Reynolds fut guidé dans les premiers stades de sa recherche par le Dr I. C. Verdoorn et le Dr R. A. Dyer de l'institut de recherche botanique de Pretoria, plus tard, il devient une autorité dans le domaine de l'Aloès et a une connaissance approfondie du terrain et de la culture. Pour rassembler du matériel pour son livre, il explore l'ensemble du pays, collecte des spécimens, collecte des données et prend des photos des plantes dans leurs habitats naturels. 
Le Général Smuts en personne, un collectionneur passionné et botaniste expérimenté, a écrit la préface du livre. Avant la publication des travaux de Reynolds, aucun guide complet de l'aloès n'a été compilé, sauf pour les divers écrits et monographies qui ne couvrent pas complètement le sujet.
Il passa quatre semaines à Kew jusqu'à fin 1960, pour vérifier la taxonomie, les spécimens types et les identifier.

## Publications
- The Aloes of South Africa - G.W. Reynolds (Johannesburg, 1950)
- Les Aloes de Madagascar - G.W. Reynolds (Tananarive, 1958)
- The Aloes of Tropical Africa and Madagascar - G.W. Reynolds (Cape Town, 1966)

Il publia beaucoup d'articles populaires dans African Wild Life détaillant ses missions de collecte dans des endroits aussi éloignés que le Somaliland, l'Érythrée, l'Éthiopie et Madagascar, ainsi que de nombreux articles scientifiques dans des revues botaniques concernant l'aloès. Après sa mort, sa collection d'aloès fut transportée au Mlilwane Game Sanctuary en Eswatini, avec un certain nombre qui allèrent à l'institut national de botanique à Pretoria.